# تبريد مباشر
التبريد المباشر (بالإنجليزية: Direct cool)‏ هو واحد من النوعين الرئيسيين المستخدمين في الثلاجات المنزلية. الآخر هو الخالي من الصقيع "frost-free". ينتج حمل التبريد من التبريد المباشر عن طريق عملية الحمل الطبيعي "natural convection". ولكن يحتاج التبريد المباشر إلى إزالة الجليد يدويا. التبريد المباشر هو أرخص في الإنتاج والتشغيل لأنه يستهلك طاقة أقل.